# Akaflieg München Mü 1
Der Vogel Roch (später auch als Mü 1 bezeichnet) war ein Segelflugzeug der studentischen Fliegergruppe Akaflieg München in Zusammenarbeit mit der Bootswerft Fick und Menzel aus Herrsching am Ammersee.

## Geschichte
Roderich Fick entwarf den 1925 bei der Bootswerft Fick und Menzel in Herrsching am Ammersee gebauten „Vogel Roch“. 1928 entstand daraus die „Vogel Roch II“ mit rechteckigen Leitwerksflächen.
Das Wasser-Segelflugzeug wurde mit einem Motorboot in die Luft geschleppt und erprobt.

## Technische Daten

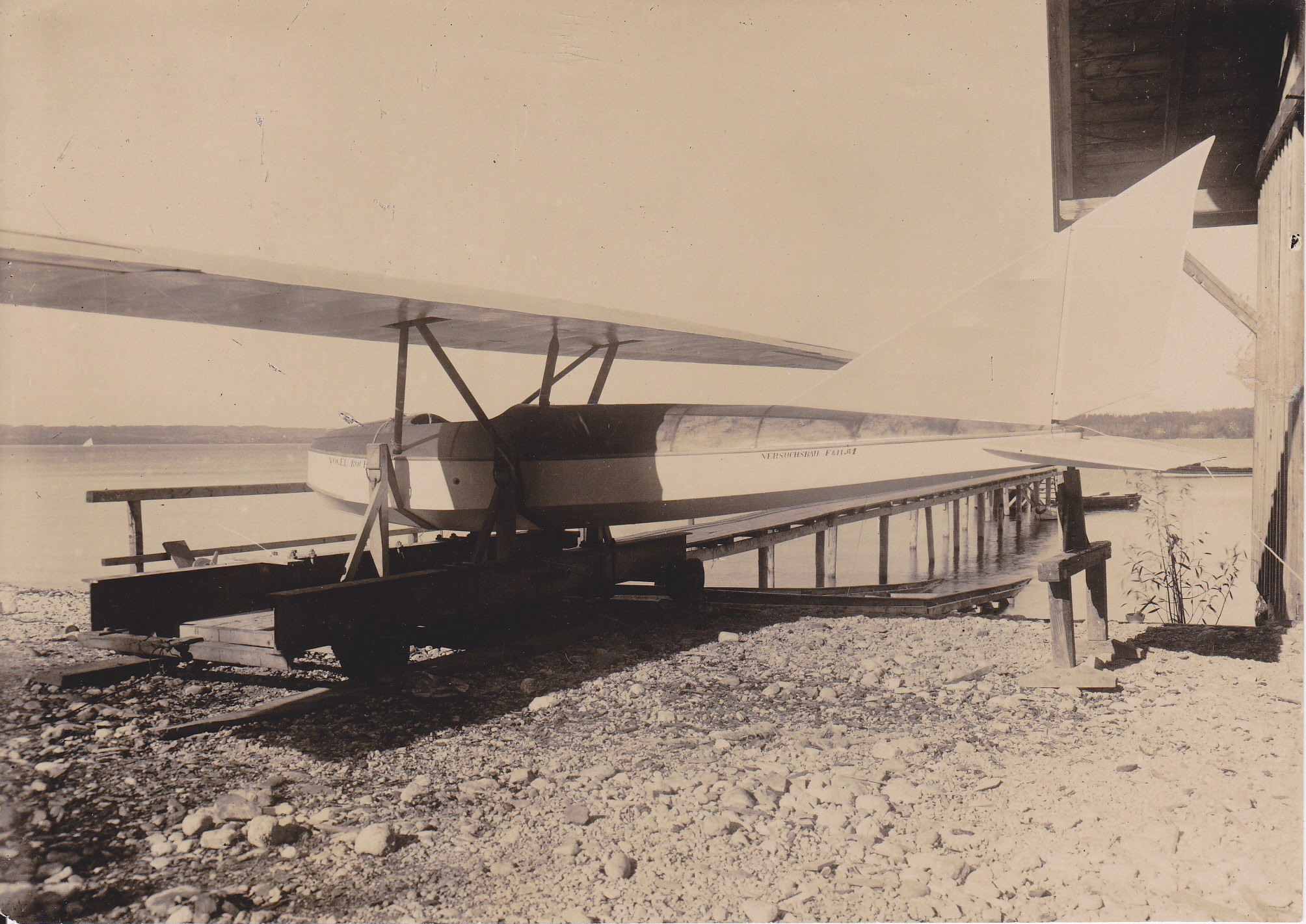
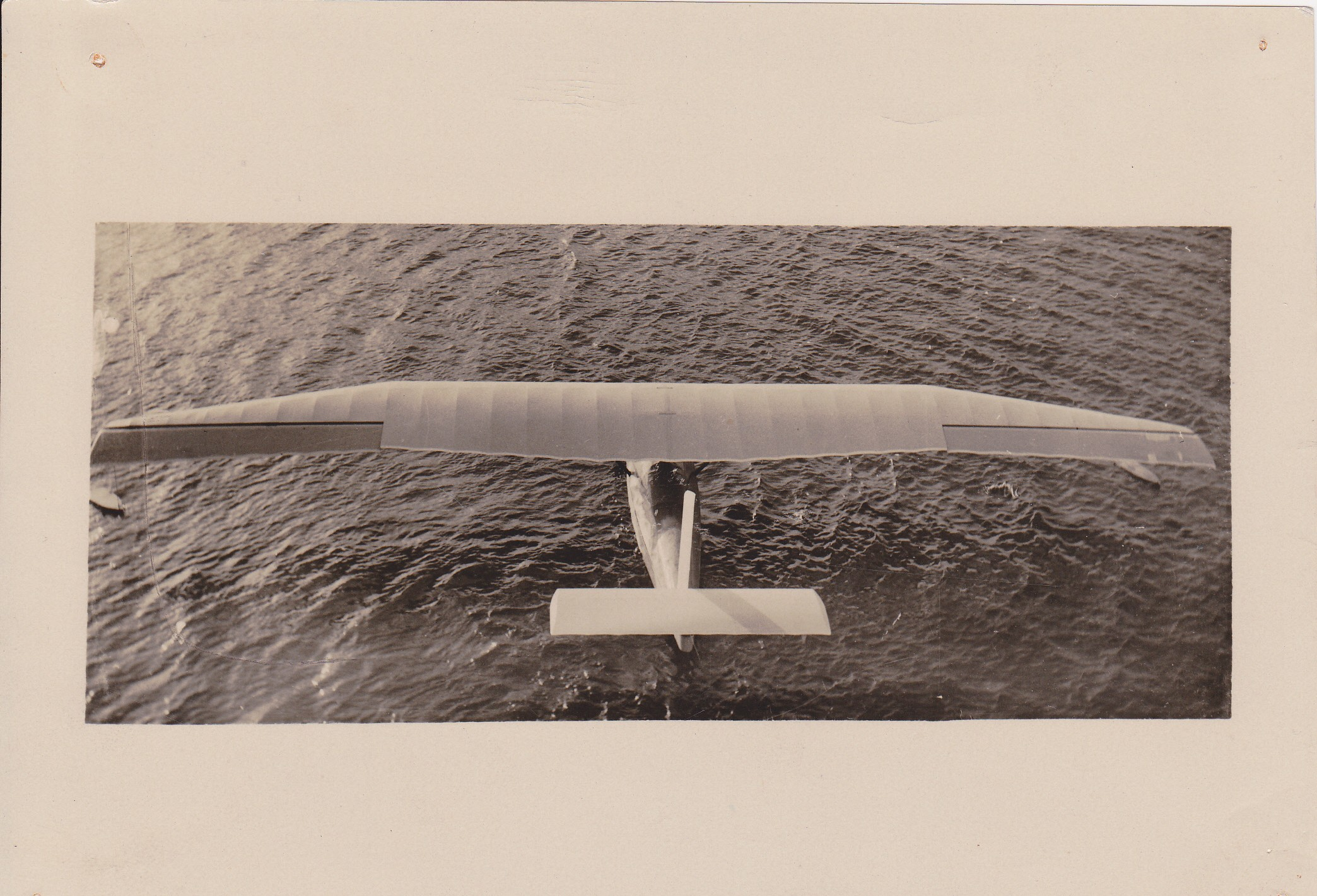
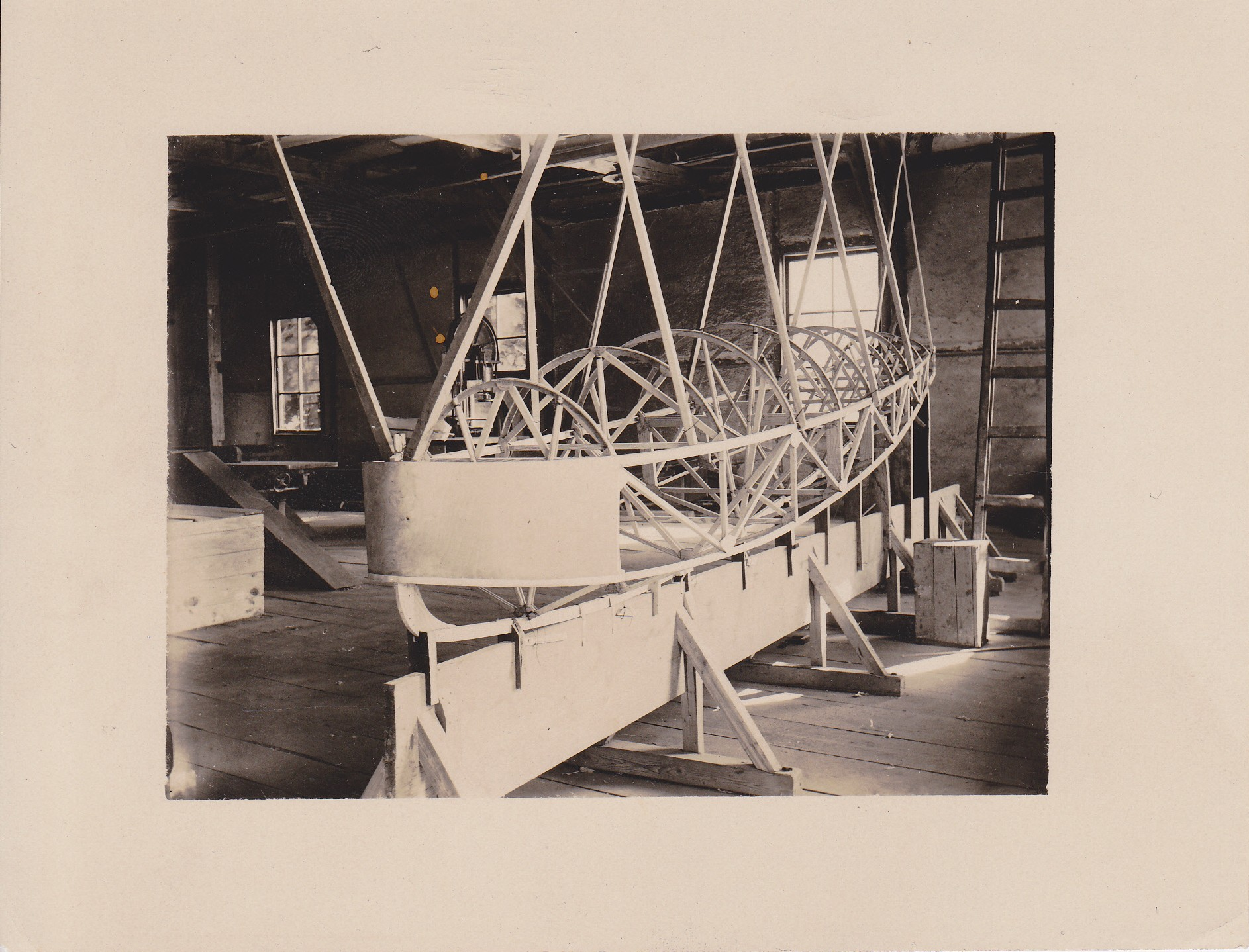

| Kenngröße       | Daten   |
| --------------- | ------- |
| Besatzung       | 1       |
| Spannweite      | 12,62 m |
| Flügelfläche    | 16 m²   |
| Flügelstreckung | 9,9     |
| Flügelprofil    | Gö 441  |
| Leermasse       | 135 kg  |
| max. Startmasse | 215 kg  |